# 을지호
을지호(乙支號)는 1974년까지 서울-진주 간을 운행하던 특급 열차의 이름이다.

## 역사
- 일자 불명 : 운행 개시
- 1974년 8월 15일 : 협동호로 통합되며 폐지[1]

## 사건
1972년 3월 23일 새벽, 전날 진주역을 출발한 상행 을지호 열차가 1시간 50분을 연착했다. 이로 인한 환불 소동이 서울역에서 벌어졌다 한다.